# Paraboolspiegelwok

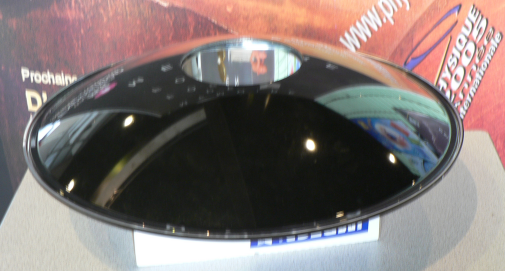
Gezichtsbedrog boven de parabolische spiegelwok

Een paraboolspiegelwok (ook wel Mirascope) bestaat uit twee parabolische spiegels die met de holle kant tegen elkaar staan en waarvan de bovenste een gat in het midden vertoont. Een voorwerp op de bodem van de "wok" zal afgebeeld worden ter hoogte van de opening.